# Besser Essen – Leben leicht gemacht
Besser essen – Leben leicht gemacht ist eine Doku-Soap des Fernsehsenders ProSieben und seit 2010 auch Sixx.

## Konzept
In der Info-Reihe versuchen Ernährungsberaterin Nicola Sautter und Gesundheitscoach Stefan Frädrich, übergewichtigen Jugendlichen innerhalb von vier Wochen das überschüssige Fett abzutrainieren, um ihnen wieder ein "besseres Lebensgefühl" zu vermitteln. Außerdem gibt die Sendung allgemeine Tipps zu den Themen gesunde Ernährung und ganzheitliches Wohlbefinden.
Auch aufgrund der Nutzung von Computer-Morphing, welches eine Animation des Kindes zeigt, wie es sich äußerlich entwickeln könnte, wenn es sich weiterhin falsch ernährt und bewegt, erinnert die Sendung stark an  Liebling, wir bringen die Kinder um! von RTL II.

## Hintergrund
ProSieben bestellte zunächst 95 Folgen. Produziert wurde die Sendung von Tresor TV.

### Ausstrahlung und Quoten
Die Doku-Soap wurde ab dem 8. Januar 2007 um 15:00 Uhr im Nachmittagsprogramm auf ProSieben ausgestrahlt. Die erste Folge erreichte 15,9 Prozent Marktanteile in der werberelevanten Zielgruppe. Im Durchschnitt konnte die erste Staffel in der Zielgruppe gute 13,3 % erreichen. Daraufhin wurde eine zweite Staffel bestellt, die ebenso gute Einschaltquoten erreichte.
Im Sommer 2009 gab es dann Wiederholungen der Sendung am Sonntagabend gegen 18:00 Uhr beim Schwestersender Sat.1 zu sehen. Diese konnten jedoch nur magere Einschaltquoten einfahren.
Seit Sendestart des Frauensenders Sixx ist die Doku-Soap dort im Nachtprogramm zu sehen.